# Плина Єзеро
43°06′ пн. ш. 17°28′ сх. д. / 43.10° пн. ш. 17.47° сх. д.
Плина Єзеро (хорв. Plina Jezero) — населений пункт у Хорватії, у Дубровницько-Неретванській жупанії у складі міста Плоче.

## Населення
Населення за даними перепису 2011 року становило 44 осіб.
Динаміка чисельності населення поселення: